# Vecchia chiesa di Santa Lucia
La vecchia chiesa di Santa Lucia, anticamente chiamata chiesa di Santa Maria dell'Arco, è stato un edificio religioso di Caltanissetta, distrutto a seguito dei bombardamenti del 1943 e sostituito nel 1950 dalla nuova chiesa di Santa Lucia.

## Storia

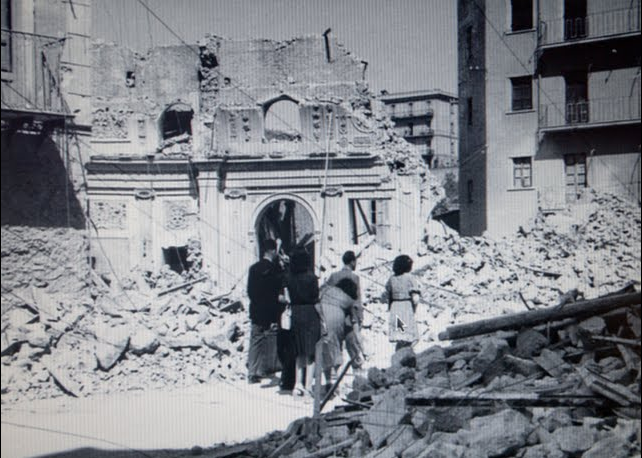
La vecchia chiesa di Santa Lucia in macerie dopo il bombardamento del 1943

Precedentemente alla vecchia chiesa di Santa Lucia esisteva la chiesa della Madonna dell'Arco, il cui periodo di fondazione non è chiaro; secondo il canonico Pulci la sua esistenza è documentata già nel 1581, ma il Santagati ne fa risalire l'origine al 1614, contemporaneamente alla fondazione di una confraternita omonima, la Confraternita di Maria Santissima dell’Arco, formata da contadini e braccianti agricoli. L'antico nome di "Madonna dell'Arco" era dovuto all'arco, adiacente alla chiesa, che segnava il limite della città. Nel 1771 mutò il nome per via della statua di Santa Lucia, proveniente dalla chiesetta di Sant'Anastasia, che vi fu collocata all'interno.
Nel 1830, in occasione della costruzione della strada per Palermo, fu abbattuta insieme all'arco, e ricostruita otto metri a sinistra grazie alle donazioni di tali Salvatore Mangione e Michele Cosentino.
Negli anni 1910 fu oggetto di un restauro che portò alcune migliorie, tra cui la pavimentazione dell'aula, la collocazione di altari, balaustra e acquasantiere e l'ampliamento della sagrestia.
Nel 1943 fu tra gli edifici distrutti durante il bombardamento alleato. Fu quindi demolita completamente per far posto alla nuova chiesa di Santa Lucia, realizzata dall'architetto comunale Gaetano Averna e aperta al culto nel 1950.

## Descrizione
L'altare maggiore, collocato nel 1858, era stato realizzato da un'artista palermitano ed era dedicato alla Madonna dell'Arco; successivamente al restauro degli anni 1910, il quadro della Madonna dell'Arco fu sostituito con la statua di Santa Lucia. Gli altri quattro altari erano dedicati rispettivamente a Santa Lucia, Anime purganti, Madonna della consolazione e Crocifisso. L'interno era ornato da stucchi realizzati da Calogero e Raimondo Sesta nel 1848; il 5 gennaio 1916 vi fu collocato il Crocifisso bronzeo, opera e dono dello scultore Michele Tripisciano.